# Born HIV Free
 (mai 2010).
Si vous disposez d'ouvrages ou d'articles de référence ou si vous connaissez des sites web de qualité traitant du thème abordé ici, merci de compléter l'article en donnant les références utiles à sa vérifiabilité et en les liant à la section « Notes et références ».
La campagne « Born HIV Free» (« Naître sans le VIH ») est une campagne de sensibilisation lancée par le Fonds mondial de lutte contre le sida, la tuberculose et le paludisme, à l’initiative et sous la direction de son ambassadrice, Carla Bruni-Sarkozy. Son objectif serait qu'aucun enfant ne naisse porteur du VIH d’ici 2015. Elle repose sur une série de films créés pour l'occasion.

## Conception
La campagne a été conçue par Julien Civange à la demande de Carla Bruni-Sarkozy, et coproduite avec le fonds mondial. La production des films destinés à la campagne a été confiée à la société H5, ainsi qu’à Passion Paris, TWA/MAP et NEXUS Productions. Ces films d’animations ont été diffusés au travers de plusieurs plateformes de médias sociaux et de grande diffusion, et furent accompagnés d’un film réalisé par Jonas Odell, qui prétendit que des progrès considérables auraient été accomplis dans la lutte contre les trois maladies, depuis la création du Fonds mondial, en 2002. Le site web a été imaginé par RED Design, et la chaîne YouTube, conçue par Type3.
La campagne Born HIV Free a été lancée le 19 mai[Lequel ?] à Paris. Elle demande de s'inscrire sur son site, et son but fut d'être « récréative et pédagogique ».

## Animations
- Born HIV Free : Bébé dans le ciel
- Born HIV Free : À l’intérieur
- Born HIV Free : L’espoir se propage plus vite que le sida